# Рябинин, Игорь Алексеевич
Игорь Алексеевич Рябинин (1 июня 1925, с. Ильинское, Владимирская область — 15 августа 2018, Санкт-Петербург) — советский военный учёный (логико-вероятностные исчисления), контр-адмирал (1980), доктор технических наук, Лауреат Государственной премии СССР.

## Биография
Родился 1 июня 1925 года в селе Ильинское Селивановского района Владимирской области.
Окончил 7 классов в г. Горький в 1940 г., 3-ю Горьковскую военно-морскую специальную среднюю школу (09.1940—06.1942), подготовительный курс Военно-морского хозяйственного училища (09.1942—06.1943), Высшее военно-морское инженерное училище имени Ф. Э. Дзержинского с золотой медалью (10.1943—09.1948), Военно-морскую академию кораблестроения и вооружения имени А. Н. Крылова с золотой медалью (03.1953—03.1956), адъюнктуру Военно-морской академии кораблестроения и вооружения имени А. Н. Крылова (03.1956—10.1957). В ВМФ с 1943 г. Член ВКП(б) с 1947 г.
Проходил практику курсантом на учебном корабле «Комсомолец» Балтийского флота (07.—08.1944). Участник Парада Победы в Москве 1945 года в составе сводного полка Военно-Морского Флота. На параде — старшина 2 статьи.
Службу проходил в распоряжении командующего 8-м ВМФ (09.—11.1948), командиром электротехнической группы электромеханической боевой части эскадренного миноносца «Опытный» (11.1948—04.1951), командиром электротехнической группы электромеханической боевой части эскадренного миноносца «Стремительный» (04.1951—03.1953) 8-го ВМФ, преподавателем Военно-морской академии кораблестроения и вооружения имени А. Н. Крылова (10.1957—06.1960), преподавателем (06.1960—04.1961,08.1961—01.1966,11.1967—08.1969), старшим преподавателем (04.—08.1961, 08.1969—10.1975), старшим научным сотрудником (01.1966—11.1967), начальником кафедры (10.1975—10.1989) Военно-морской академии имени Маршала Советского Союза А. А. Гречко. Кандидат (1958), доктор (1967) технических наук (тема докторской диссертации: «Теория и методы количественной оценки надежности электроэнергетических систем атомных подводных лодок»). Профессор (1970).
На основе нового математического аппарата логико-вероятностного исчисления разработал теорию надёжности и безопасности структурно-сложных систем (технических, организационных, банковских, информационных и др.).

## Звания
- Заслуженный работник высшей школы РФ (1997)
- Лауреат Государственной премии СССР (1979)
- Провозглашен Международным биографическим центром в Кембридже «Человеком года» (1992—1993)
- Лауреат премии XX столетия за выдающиеся достижения (1998)
- Почетный член Российской академии транспорта (1993)
- Лауреат премии имени А. Н. Крылова (1995)
- Лауреат премии академика В. А. Легасова (2002)
- Почетный профессор ВМА (2002)

## Награды
- Орден Отечественной войны I степени (1985),
- Орден Трудового Красного Знамени (1984),
- Орден «За службу Родине в Вооружённых Силах СССР» III степени (1978),
- 20 медалей, в том числе «За боевые заслуги» (1953).